# Andrzej Witkowski
Andrzej Witkowski, né le 20 février 1985, est un escrimeur polonais pratiquant le fleuret.

## Palmarès

### Championnats d'Europe
- 2004 à Copenhague,  Danemark
  -  Médaille d'argent en fleuret par équipe
  -  Médaille de bronze en fleuret individuel